# Nazionale maschile di roller derby del Sudafrica
La nazionale di roller derby maschile del Sudafrica è la selezione maggiore maschile di roller derby, il cui nickname è Team South Aftica, che rappresenta il Sudafrica nelle varie competizioni ufficiali o amichevoli riservate a squadre nazionali. Avrebbe dovuto partecipare al campionato mondiale di roller derby maschile 2016 ma si è ritirata.

## Risultati
Legenda: Grassetto: Risultato migliore, Corsivo: Mancate partecipazioni

## Dettaglio stagioni

### Amichevoli
| Stagione | Vin | Par | Per | Tot | PF | PS | avversaria       |
| -------- | --- | --- | --- | --- | -- | -- | ---------------- |
| 2015     | ?   | ?   | ?   | 1   | ?  | ?  | Joburg All Stars |
|          |     |     |     |     |    |    |                  |
| Totale   | ?   | ?   | ?   | 1   | ?  | ?  |                  |

### Riepilogo bout disputati
| Anno | Luogo       | Evento                     | Fase del torneo | Incontro                     | Risultato |
| 2015 | Turffontein | Whip This \| Double Header |                 | Sudafrica - Joburg All Stars |           |